# Albert Pla
Albert Pla i Álvarez (Sabadell, Barcelona; 22 de septiembre de 1966) es un cantautor, escritor, director y actor español. Suele cantar tanto en catalán como en español. Cantautor iconoclasta, sarcástico y polémico, que busca la provocación y la reflexión. Todo, según él, en un ámbito humorístico.

## Colaboraciones
Ha colaborado con Manolo Kabezabolo, Robe Iniesta (Extremoduro), Fermin Muguruza (Kortatu, Negu Gorriak), Joseba Tapia, Quimi Portet (El Último de la Fila),  Javier Ibarra (kase.O de Violadores del Verso), Quico Pi de la Serra, Kiko Veneno, The Kagas, Pascal Comelade y Diego Cortes entre otros; además de homenajear a Pau Riba y Jaume Sisa en más de una ocasión. También colabora con Estopa en uno de sus álbumes, X Anniversarium.
Junto con Muchachito (Muchachito Bombo Infierno), El Canijo de Jerez (Los Delinqüentes), Lichis (La Cabra Mecánica) y Tomasito formaron el grupo La Pandilla Voladora e hicieron una gira de conciertos, además de grabar el sencillo "Del deporte también se sale". Ha colaborado con Estopa en su canción "Joaquín el necio". Además, su canción "Sufre como yo" es parte de la banda sonora de la película Carne trémula de Pedro Almodóvar.
Ha colaborado en producciones cinematográficas como Airbag, de Juanma Bajo Ulloa; A los que aman, de Isabel Coixet; Honor de cavallería, de Albert Serra y Murieron por encima de sus posibilidades, de Isaki Lacuesta. Además fue el protagonista de la obra teatral Caracuero de Helmut Krausser con más de 150 representaciones. En diciembre de 2009 protagonizó la obra teatral "Llits" (Camas), donde actuaba como el acróbata Lectus.
Ha colaborado en la serie Fácil de Anna Costa emitida en Movistar+ y también ha participado en la serie La Mesías de Movistar+ en 2023, creada, escrita y dirigida por Javier Ambrossi y Javier Calvo.  
En 2025 participó en la serie Superestar, dirigida por Nacho Vigalondo.

## Polémicas
Canciones suyas como "La dejo o no la dejo" (en la que se debate entre seguir con su novia o delatarla a la policía debido a la pertenencia de ésta a una banda terrorista) o "Carta al rey Melchor" han suscitado polémica, estando a punto de no ser publicadas o tener que cambiarles el nombre, como es el caso de la segunda, que originalmente se titulaba "Carta al rey".
En octubre de 2013, manifestó  'A mí siempre me ha dado asco ser español, como espero que a todo el mundo' expresando su apoyo a la independencia de Cataluña. Tras esas declaraciones se suspendió su concierto planificado en Gijón.
En 2014, de forma satírica dijo: “mejor matar ahora a todos los de Podemos y Ciudadanos antes de que lleven guardaespaldas”.  Un colaborador de diversas plataformas sociales denunció al cantante por sus declaraciones, y acabó siendo multado con 100 euros, siendo recurrido y absuelto por la Audiencia Provincial de Valencia en septiembre de 2015. 

## Discografía
- Ho sento molt (PDI 1989)
- Aquí s'acaba el que es donava (PDI 1990)
- Una MM... lligada amb un cordill (recopilatorio, 2 CD - PDI 1991)
- No sólo de rumba vive el hombre (BMG Ariola 1992)
- Supone Fonollosa (BMG Ariola 1995)
- Veintegenarios en Alburquerque (BMG Ariola 1997)
- ¿Anem al llit? (BMG Ariola 2002)
- Cançons d'amor i droga (2 CD - BMG Ariola 2003)
- Vida y milagros (CD + DVD en directo - BMG Ariola 2006)
- La diferencia (El Volcán Música 2008)
- Concert a París (con Joan Miquel Oliver) (DISCMEDI 2010)
- Somiatruites (con Pascal Comelade, 2011)
- Miedo (2018)

## Libros
- España de mierda. Roca editorial. 2015. ISBN 8416306052.
- España en guerra. Desacorde Ediciones. 2020. ISBN 978-84-122534-0-5.